# Qiaodong, Xingtai
Qiaodong är ett stadsdistrikt i Xingtais stad på prefekturnivå i Hebei-provinsen i norra Kina. Det ligger omkring 350 kilometer sydväst om huvudstaden Peking. 